# セオ・エプスタイン

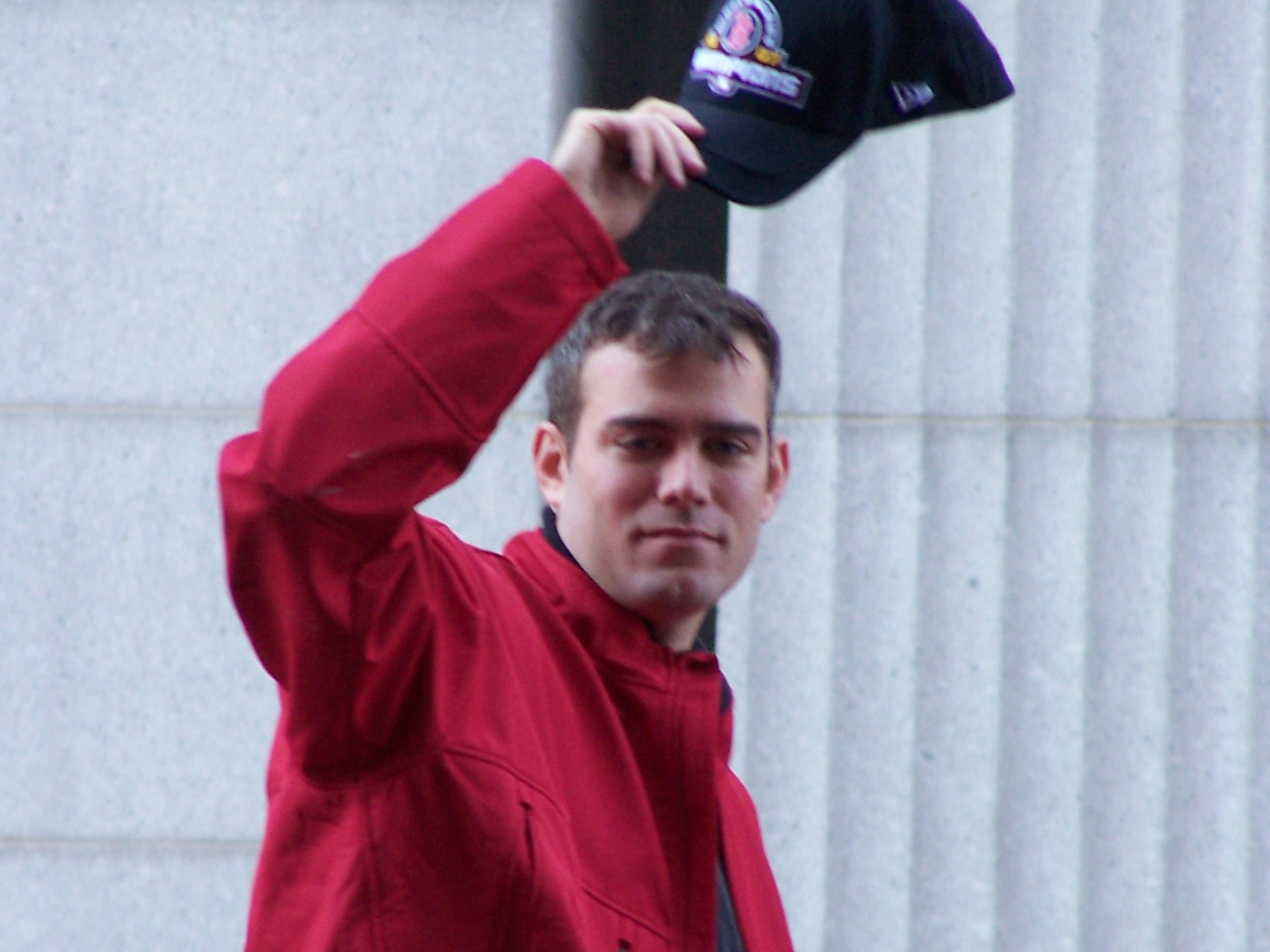
セオ・エプスタイン（2007年）

セオ・ネイサン・エプスタイン（Theo Nathan Epstein, 1973年12月29日 - ）はメジャーリーグベースボールに携わる実業家。ニューヨーク市出身。現在はMLB機構の相談役を務める。2002年から2011年まではボストン・レッドソックスのゼネラルマネージャー ・副社長として「バンビーノの呪い」、シカゴ・カブスの副社長として「ビリー・ゴートの呪い」の両方を解いたことで広く知られる。
祖父のフィリップ・エプスタインと大叔父にあたるジュリアス・エプスタインは、映画『カサブランカ』の脚本でアカデミー賞を受賞している。また、父親のレスリー・エプスタインはボストン大学で美術を教えている。

## 略歴
イェール大学でアメリカ研究を専攻。学生時代にボルチモア・オリオールズのPR部門で研修の経験がある。卒業後サンディエゴ・パドレスのPR部門に就職、ベースボール・オペレーションのディレクターに昇格する。パドレス時代にサンディエゴ大学ロースクールを修了、1999年にカリフォルニア州弁護士となる。
2002年にジョン・W・ヘンリーがボストン・レッドソックスを買収し、エプスタインの元上司であるラリー・ルキーノをCEOに任命する。同年シーズン終了後にメジャー史上最年少（当時）の28歳でレッドソックスのゼネラルマネージャーに就任するが、あまりの若さに周囲からは「まだオムツがいる」などしばしば陰口を叩かれた。
ヘンリー・ルキーノ・エプスタイン体制の元でレッドソックスは客観的データに基づく統計学であるセイバーメトリクスを重視する方針を打ち出し、セイバーメトリクスの産みの親であるビル・ジェームズをアドバイザーとして招聘する。この結果、2003年にはメジャーチーム最高得点を叩き出し、チーム長打率4割8分9厘はブロンクス・ボンバーズと恐れられた1927年のヤンキース打線を上回る結果となった。
2004年のシーズン中にはチームの人気者であったノマー・ガルシアパーラ遊撃手を放出してまで守備力、走塁力の強化に力を入れ、周囲から大変な非難を浴びた。しかし、結果的にはこのトレードで獲得したオルランド・カブレラ遊撃手、ダグ・ミントケイビッチ一塁手、デーブ・ロバーツ外野手は球団史上86年ぶりとなる2004年のワールドシリーズ優勝に大きく貢献した。この成果からボストンでは一躍人気者となった。
ハリウッド俳優ばりのルックスと高学歴から地元では女性人気が高い。そのあまりの人気に大手ドーナツ・チェーンのダンキンドーナツが目を付け、ジョニー・デイモンとともにCM出演も果たしている。
2005年10月に球団幹部との確執からレッドソックスのGMを辞任。1年間は休養にあてたいとコメントして、チームを一時はなれていた(この間、某日本球団のコンサルタントをしていたと言われる)が、2006年1月24日に和解し、再びGMに復帰。また、球団副社長に就任した。
2007年1月に結婚。
2011年10月12日、契約を1年残したままレッドソックスのGMを退任。新たに5年契約でシカゴ・カブスの球団副社長に就任した。
2016年のワールドシリーズで自身3度目のワールドシリーズ優勝後、11月に発表されたスポーティングニュースによる「MLBの歴史で最も重要な40人」で40位に選出された。
2017年3月、アメリカの雑誌・フォーチュンが選ぶ「世界で最も偉大なリーダー」で1位に輝いた（2位にジャック・マーアリババ創業者、3位にフランシスコ・ローマ教皇など）。
2021年1月、MLB機構の競技部門の相談役に就任し、分析担当者とともにルールを変更した場合の影響を判断する役目を担うことが発表された。

## GMとしての傾向
ドラフトなどによるマイナー組織の充実・育成を基本とするが、一方でリスクを承知で大物の獲得に動くこともある。トレード拒否権を持つカート・シリングをダイヤモンドバックスからトレードで獲得する際には、シリングの自宅に出向いて交渉し、トレード拒否権を破棄させたこともある。FAによる長期契約はさほど好まず、4年、長くても5年が限度。投手は三振の奪える本格派を好む傾向があり、野手は出塁率が高い選手を好む。

## ワールドシリーズ
- 2004年のワールドシリーズ - セントルイス・カージナルスに対して4勝0敗
- 2007年のワールドシリーズ - コロラド・ロッキーズに対して4勝0敗
- 2016年のワールドシリーズ - クリーブランド・インディアンスに対して4勝3敗